# Adrian Wöhler
Adrian Wöhler (* 26. April 1987 in Dingelstädt) ist ein deutscher Handballspieler.

## Vereinskarriere
Wöhler begann in Dingelstädt mit dem Handball. 2001 wechselte er zur C-Jugend-Mannschaft des ThSV Eisenach. Mit der 1. Mannschaft der Eisenacher spielte er mehrere Jahre in der 2. Handball-Bundesliga; 2013 gelang der Aufstieg in die 1. Liga.
Er löste im Oktober 2021 den bisherigen Rekordtorschützen des ThSV, Titel Răduță, der in seiner Zeit bei Eisenach in 216 Pflichtspieleinsätzen 1.187 Tore für den ThSV Eisenach erzielte, mit 1195 Toren in 510 Einsätzen ab. Zur Saison 2022/23 wechselte er zum HSC Bad Neustadt.

## Privates
Sein Bruder Karsten Wöhler spielte früher ebenfalls für den ThSV.